# 新光醫療財團法人
新光醫療財團法人是基於取之社會、用之社會的基本宗旨，為求增進全民健康，提昇醫療水準，以最佳醫療技術及設備，對社會大眾提供最完善之醫療服務而成立。

## 外部連結
- 官方网站